# Andrena flavofacies
Andrena flavofacies är en biart som beskrevs av Nurse 1904. Andrena flavofacies ingår i släktet sandbin, och familjen grävbin. Inga underarter finns listade i Catalogue of Life.